# Arias (género)
Arias es un género de polillas de la familia Saturniidae descrita por primera vez por Claude Lemaire en 1995.

## Especies
- Arias inbio Lemaire, 1995